# Илья-Формоза
Илья-Формоза (порт. Formosa, англ. Formosa) — крупнейший по площади остров архипелага Бижагош.
Ближайшими островами к Илья-Формоза являются Понта и Маю, которых отделяют от Илья-Формоза маленькие протоки.
По данным переписи 2009 года на Илья-Формоза живёт 1873 чел. На Илья-Формоза нет городов, поэтому крупнейшим населённым пунктом острова является деревня Абу.
Формоза отдалён от Гвинеи-Бисау и всей Африки лишь на 12 км.